# Wavre Sports FC
Wavre Sports Football Club w skrócie Wavre Sports FC – belgijski klub piłkarski, grający w piątej lidze belgijskiej, mający siedzibę w mieście Wavre.

## Historia
Klub został założony w 1944 roku jako Racing Club de Jette. W 1970 roku klub zmienił nazwę na Racing Jet Bruxelles. W 1979 roku po raz pierwszy w swojej historii awansował do drugiej ligi belgijskiej i grał w niej przez trzy kolejne sezony. W sezonie 1981/1982 spadł trzeciej ligi. Następnie wywalczył dwa kolejne awanse - najpierw z trzeciej do drugiej, a następnie w sezonie 1983/1984 do pierwszej ligi. W pierwszej lidze grał przez rok, a w sezonie 1985/1986 wywalczył do niej ponowny awans. Tym razem pobyt klubu w pierwszej lidze trwał dwa sezony. W 1988 roku klub przemianowano na Racing Jet Wavre, a w 2018 na Wavre Sports FC

## Historyczne nazwy
- 1944 – Racing de Jette
- 1970 – Racing Jet Bruxelles
- 1988 – Racing Jet Wavre
- 2018 – Wavre Sports FC

## Sukcesy
- Derde klasse:

mistrzostwo (2): 1978/1979, 1982/1983

## Historia występów w pierwszej lidze
| Sezon     | Pozycja      | Pkt. | M  | Z | R  | P  | GZ | GS |
| --------- | ------------ | ---- | -- | - | -- | -- | -- | -- |
| 1984/1985 | 18. (spadek) | 19   | 34 | 5 | 9  | 20 | 38 | 76 |
| 1986/1987 | 12.          | 30   | 34 | 9 | 12 | 13 | 34 | 47 |
| 1987/1988 | 18. (spadek) | 21   | 34 | 7 | 7  | 20 | 21 | 56 |

## Stadion
Domowe mecze klub rozgrywa na stadionie o nazwie Stade Justin Peeters, położonym w mieście Wavre. Stadion ten może pomieścić 8000 widzów.

## Reprezentanci kraju grający w klubie
Stan na listopad 2019
| - Léon Close - Alain De Nil - Henri Dirickx - Eddy Jaspers - Frédéric Pierre - Victor Wégria - Michel Wintacq - Jozef Barmoš - Petr Janečka - Félix-Michel Ngonge | - Moslem Khani - Louis Pilot - Mohamed Lashaf - Noureddine Moukrim - Dariusz Marciniak - Ladislau Bölöni - Adama Gueye - Derek Parlane - Mbaki Makengo |